# Cò ke (thực vật)
Cò ke hay bung lai, mé, gie la, chua ke, dan ke, don sai, bố trà diệp (danh pháp hai phần: Microcos paniculata) là loài thực vật có hoa bản địa Đông Nam Á và Trung Quốc. Loài này đôi khi được thêm vào trà thảo mộc để tạo vị chua dịu. Trong đông y, cò ke dùng để chữa các bệnh tiêu hóa cũng như một số bệnh khác.

## Các tên thông dụng địa phương khác
==
- Miến Điện - Myaya (မြရာ)
- Hindi - Shiral (शिरल)
- Marathi - Shirali
- Konkani(Goa)- Asali
- Tamil - Visalam
- Malayalam - Kottakka
- Kannada - Biliyabhhrangu
- Bengali - Asar
- Sinhala - Keliya (කෑලිය) /Kohu-kirilla (කොහු-කිරිල්ල)